# Capella Cracoviensis
Capella Cracoviensis là một dàn nhạc và dàn Hợp xướng giao hưởng chuyên nghiệp đóng trụ sở tại Kraków, Ba Lan. Được thành lập từ năm 1970 bởi nhà soạn nhạc và nhạc trưởng Stanisław Gałoński (1936-) cũng là quản lý và tổng giám đốc đầu tiên của đoàn. Capella Cracoviensis chuyên về early music, đa âm Phục Hưng, Baroque Ba Lan, và nhạc thính phòng cổ điển được chơi bằng các nhạc cụ thời bấy giờ cũng như Ôratô (nhạc kinh thánh) và các bản nhạc opera bao gồm cả các tác phẩm của Wolfgang Amadeus Mozart. Trụ sở của Dàn nhạc là công trình Kraków Philharmonic lịch sử nằm ở đường Zwierzyniecka. Các buổi biểu diễn thường xuyên tại nhiều địa điểm nổi tiếng thế giới đã khẳng định vị trí của một trong những dàn nhạc nổi tiếng qua từng thời kỳ ở Ba Lan.

## Sơ lược

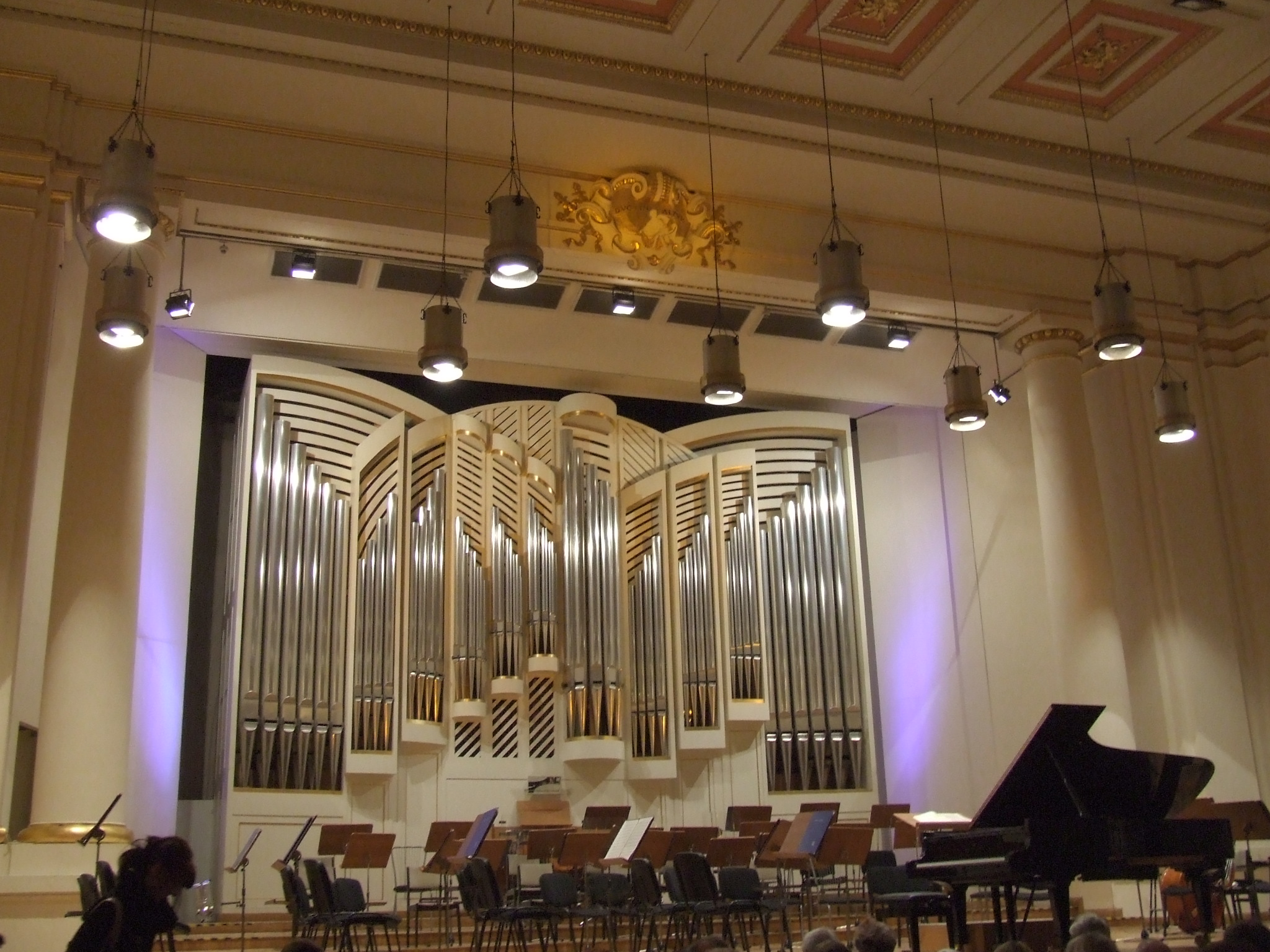
Bên trongKraków Philharmonic, ngôi nhà của Capella Cracoviensis

Capella Cracoviensis (CC) đã ra nhiều CD trong những năm qua, đáng chú ý có Mass in B minor (tạm dịch: Mass cung Si thứ) của Johann Sebastian Bach, Coronation Mass của Wolfgang Amadeus Mozart, và 6 bản giao hưởng thính phòng và 3 bản Opéras-Minutes của Darius Milhaud. Dàn nhạc đã lưu diễn ở nhiều nước Châu Âu, ở Mỹ, Canada, Nhật Bản, Hàn Quốc và Đài Loan với buổi hòa nhạc được tổ chức cho Giáo hoàng Gioan Phaolô II tại Vatican vào ngày 9 tháng 4 năm 2000, trên đường trở về từ cuộc hành hương đến Bethlehem.
Các buổi biểu diễn của dàn nhạc quy tụ các nhạc công và ca sĩ được chào đón ở Ba Lan và nước ngoài. Khách mời trình diễn cũng như các chỉ huy dàn nhạc cho đoàn có Alessandro Moccia của Dàn nhạc giao hưởng Champs-Élysées, Alberto Stevanin (Il Giardino Armonico, I Barocchisti của Ravenna, Ensemble Matheus), Fabio Ravasi (Europa Galante), Peter Hanson (Orchestre Revolutionnaire et Romantique); chỉ huy dàn nhạc có Paul Goodwin, Andrew Parrott, Andreas Spering, Paul McCreesh, Roy Goodman, Fabio Bonizzoni, Matteo Messori và nhiều người khác. Dàn nhạc làm việc trong các dự án cùng các công ty chuyên về nhạc early music như Nachtmusique và Oltremontano.
Năm 1992, đoàn nhận được hai giải thưởng danh giá cho các bản thu âm của Milhaud: Diapason d'Or của Pháp và Grand Prix du Disque (tạm dịch: Kỷ lục dành cho Đĩa thu) từ Académie Charles Cros. Năm 2008, một giám đốc mới được thành phố bổ nhiệm, và sau đó là giai đoạn chuyển đổi của đoàn. Dàn nhạc giao hưởng nhận được gần hai triệu Złoty Ba Lan tiền tài trợ dự án mới từ Bộ Văn hóa và Di sản Quốc gia (Ba Lan) vào năm 2011, đây là mức kỷ lịch của âm nhạc địa phương. Nguồn vốn này giúp đoàn khởi động liên hoan Verba et Voces về quy tụ được các ngôi sao quốc tế như Kai Wessel. CC cũng sản xuất các Ôratô (nhạc kinh thánh) lớn của Handel (Theodora, Athalia, vàDeborah), cũng như Le nozze di Figaro của Mozart, cùng với một loạt các bản Masses lớn và các buổi hòa nhạc Baroque Ba Lan miễn phí khắp vùng.

Giám đốc âm nhạc Jan Tomasz Adamus làm dấy lên tranh cãi đáng kể khi vào tháng 1 năm 2011, ông yêu cầu toàn bộ nhạc công của CC chuyển từ nhạc cụ tiêu chuẩn sang nhạc cụ cổ hoặc rời đoàn nếu họ không làm như vậy. Tám thành viên cao cấp bị sa thải và đã tổ chức một cuộc biểu tình nhỏ trên đường phố với sự hỗ trợ của công đoàn, nhưng việc thay đổi đã minh chứng cho lợi ích đem về cho đoàn. CC trải qua bài học cho sự hồi sinh âm nhạc từ khi chuyển sang nhạc cụ cổ, kết quả là nhận được quan tâm từ công chúng và nhận xét tích cực từ các nhà phê bình (Gazeta.pl; Wyborcza.pl).